# Дубовицкая, Ирина Михайловна
Ирина Михайловна Дубовицкая (6 августа 1958, Ленинград) — журналистка, публицист, писательница. Член Союза журналистов Таджикистана.

## Биография
Родилась в семье известного в Таджикистане радиожурналиста Михаила Исааковича Битнера и врача Марии Дмитриевны Тюкаевой.
- 1975 — окончила среднюю общеобразовательную школу № 21, а также 1-ю музыкальную школу им. П. И. Чайковского г. Душанбе;
- 1980 — окончила исторический факультет Таджикского государственного университета имени В. И. Ленина.
- 1980—1993 — работала на различных должностях на Республиканском радио, в газетах «Вечерний Душанбе» и «Комсомолец Таджикистана», в Республиканской Книжной палате, газете Таджикского политехнического института «Молодой инженер».
- 1993—2003 — корреспондент-организатор газеты Группы российских погранвойск в Республике Таджикистан «Боевой дозор». Имеет награды и знаки отличия от командования Погранвойск России.
- 2003—2007 — главный редактор газеты Российско-Таджикского (славянского) университета (РТСУ) «Студенческие вести», будучи одновременно преподавателем отделения журналистики названного вуза;
- 2007—2009 — возглавляла редакцию республиканского учебно-методического журнала Министерства образования Республики Таджикистан «Русский язык и литература в школах Таджикистана»;
- C марта 2006 г. по настоящее время — собственный корреспондент информационно-аналитического портала «ИнфоШОС» по Таджикистану.

## Творчество
Дубовицкая Ирина Михайловна — автор более тысячи публикаций в прессе Таджикистана, России, Казахстана, Китая; с 2010 г. её произведения также размещены на страницах крупнейших литературных серверов России («Проза.ру», где в 2013 г. она вошла в число финалистов премии «Народный писатель»; «Изба-читальня»; «Парнас»).

## Редактор
Дубовицкая И. М. является редактором ряда научных изданий. В том числе сборников:
- Роль академика А. А. Семенова в изучении истории таджикского народа. — Душанбе, 2004,
- Вклад Русского Географического Общества в исследование территории Средней Азии. — Душанбе, 2006,
- Материалов научно-практической конференции «Роль НПО/НКО в развитии гуманитарного сотрудничества на постсоветском пространстве» — Душанбе, 2006.

## Награды, премии
- дипломант первого Евразийского конкурса электронных СМИ «Гуманитарное сотрудничество во имя процветания» (2008),
- лауреат премии Союза журналистов Республики Таджикистан (2010).

## Личная жизнь
Муж: Дубовицкий Виктор Васильевич (род. 1954) — ученый-историк, доктор исторических наук, общественный деятель; публицист, писатель: лауреат премии Союза журналистов Республики Таджикистан (2010), двух премий издательства «Граница» Погранвойск ФСБ РФ — «Золотое перо границы» (2001, 2013).

## Основные публикации
- «Си» — Иероглиф счастья.// Контимост, г. Урумчи, КНР, 2003, № 6, с.10-12.
- Русский язык в средствах массовой информации Таджикистана: приоритеты и перспективы (учебное пособие). — Душанбе, 2006., 30 с.
- Проблемы функционирования русского языка в Республике Таджикистан. — Душанбе, 2006., 198с. (соавтор: Шамбе-зада Х.)
- Роль русскоязычных СМИ в сохранении единого информационного пространства в регионе.// Материалы Форума русской творческой интеллигенции Средней Азии. Октябрь 2006 г. — г. Бишкек, с.37-42.
- Миры Эолы. (Роман-фэнтези). — Душанбе, 2010., 184 с.
- У врат Востока.- Душанбе, 2011., 216 с. (соавторы: Дубовицкий В. В., Шерматов Г. А.)
- Дар дарвазаи Шарк.- Душанбе, 2012. 196 с., на тадж. яз. (соавторы: Дубовицкий В. В., Шерматов Г. А.)
- Сталинабадская симфония. Исторический роман. — Душанбе, 2014. 235с.(соавтор: Дубовицкий В. В.).
- Очарование понедельника.// ИнфоШОС. Информационный журнал о Шанхайской Организации Сотрудничества. — М., 2014, сентябрь, № 7, с.7-10.

## Публикации о Дубовицкой И.М
- Письмо от Ирины Михайловны// Контимост, г. Урумчи, КНР, 2003 г.,№ 6, с.10.
- Дубинина Л. Ирина Дубовицкая: «Сталинабадская симфония» — исторический роман.// Вечерний Душанбе, 2014 г., 11 сентября.